# Narek (Ararat)
Pour l’article homonyme, voir Narek.
Narek (en arménien Նարեկ ; en l'honneur de Grégoire de Narek) est une communauté rurale du marz d'Ararat en Arménie. En 2008, elle compte 1 244 habitants.